# Lonicera stabiana
Lonicera stabiana är en kaprifolväxtart som beskrevs av C. A. Pasquale. Lonicera stabiana ingår i släktet tryar, och familjen kaprifolväxter. Inga underarter finns listade i Catalogue of Life.